# 安化楼
安化楼是一栋位于北京市东城区龙潭街道的9层砖混结构居民楼:552，1960年落成，是一栋实验性质的公社大楼，并因此而闻名。

## 设计

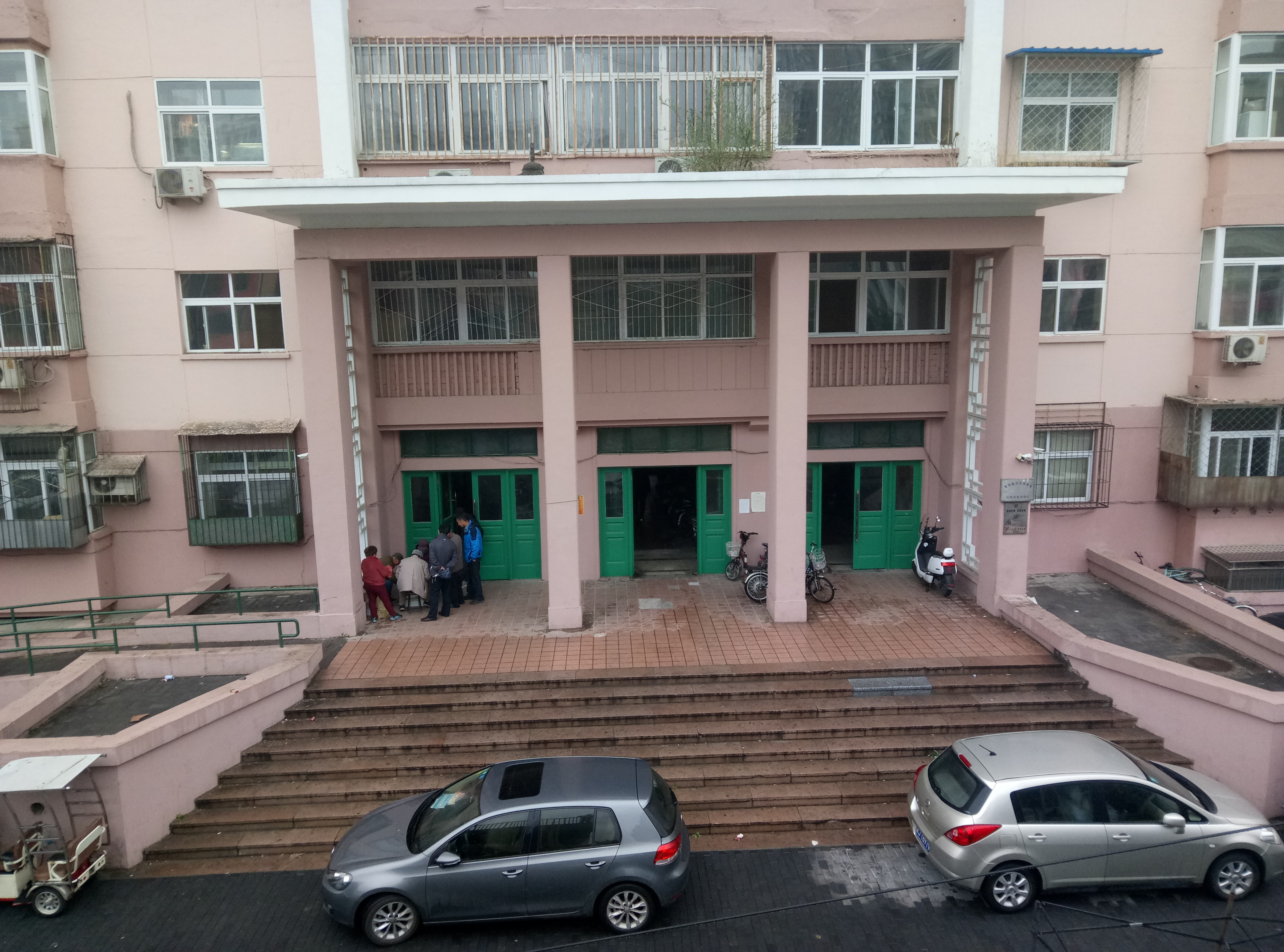
大门

此楼为强调集体生活而精心设计，楼内设置了食堂、活动室、幼儿园、小卖部，但各家都没有独立的厨房。
- 一层有近百平米的大厅，按照“公共建筑的标准”设计[4]；
- 一层有餐厅、图书馆[4]；
- 楼内每层的走廊内都装有5盏吊灯，走廊及住间内铺花瓷砖地[4]；
- 大楼中央有两部电梯，是全国首次将电梯引入居民楼[4]。

楼内有多种户型。主力户型是带一个卫生间的两居室（使用面积为46平米，租金阳面为每月10元，阴面为每月9元；可两户合租）。西配楼每层还有两套三居室，东配楼为一居室的单身宿舍。

## 周围
东边有合作社；西侧有存车处、锅炉房；周围有很多学校（多数与安化楼同时建成）：崇文区第二幼儿园、崇文小学、幸福二小（现培新小学）、男二十六中（现汇文中学）、女十五中（广渠门中学）。

## 背景
1958年3月，在中共中央政治局通过了《关于把小型的农业合作社适当地合并为大社的意见》后，各地农村开始了小社并大社的工作，国内出现了各种“共产主义公社”、“集体农庄”、“人民公社”的称谓。毛泽东肯定把工、农、商、学、兵合在一起人民公社后，各地掀起了办人民公社的热潮。11月，八届六中全会通过决议提议人民公社“在城市中应当继续试点”。
为了满足建筑需要，仿照苏联的做法，北京市建筑设计院每年都会修订一套图纸供建筑建设统一使用。为了满足新形势的要求，使设计有利于组织生活，工程师们进行讨论。工程师们各抒己见，建议建一座三四层的小综合楼做试点。综合楼的方案上报到北京市委，领导建议直接建成大楼。

## 历史
此建筑建立在安化寺废墟上，因此得名安化楼。明代时，此地就已称为安化寺街。
1980年代之前，周围不存在三层以上的建筑。本建筑是此地区第一座有电梯、煤气、暖气等设施的居民楼。

## 居民和文化

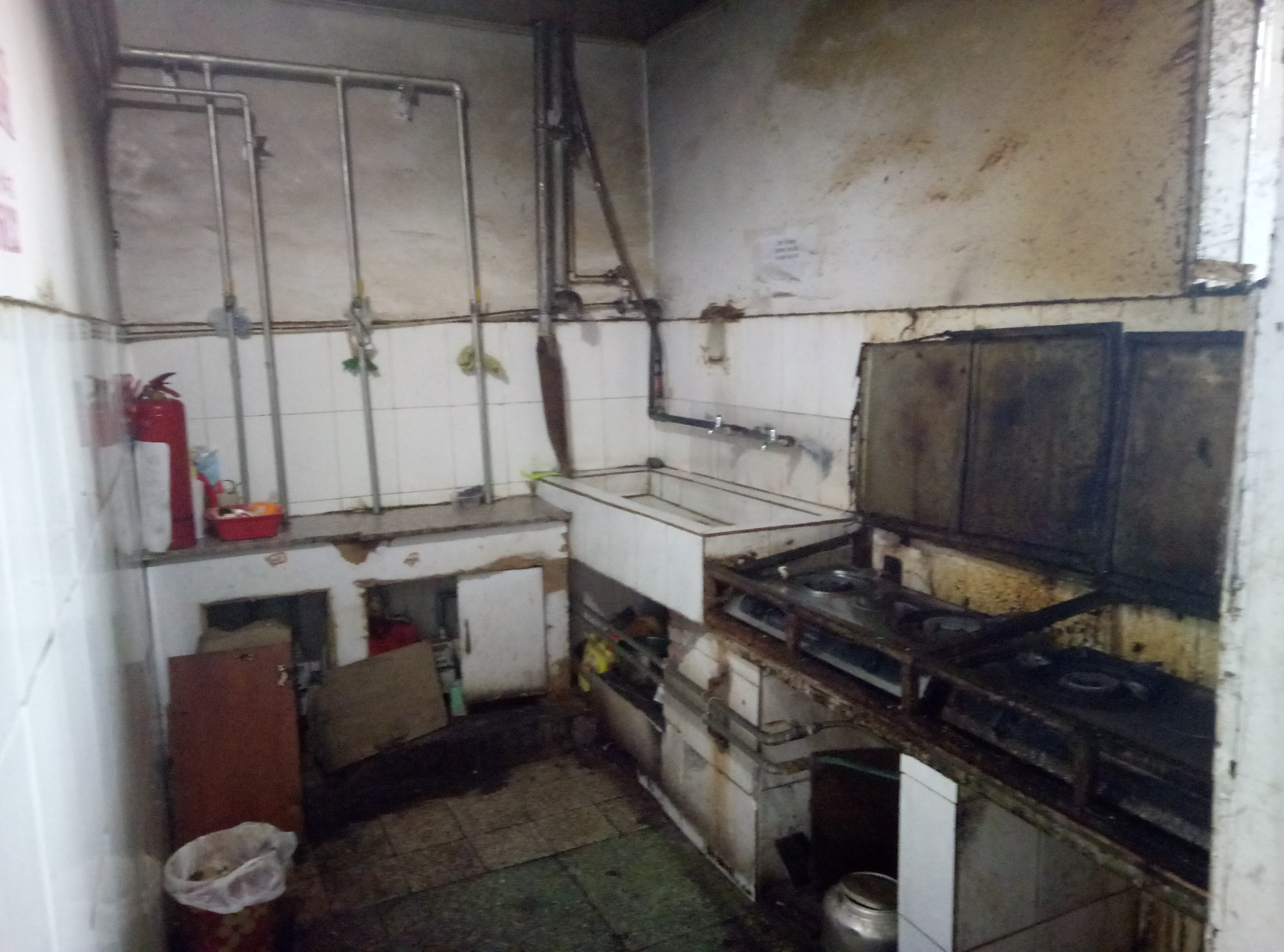
厨房

1960年大楼落成后，首批入住的居民是回迁户。由于租金较贵，陆续迁入的居民社会地位较为优越，有干部、领导、演员等。
虽然最初有食堂服务，规划的大食堂和幼儿园并没有办起来，没有厨房的问题日益突出。1964年，房管所在每层各辟出了3间房作为公共厨房。公共厨房的水费按人头均摊，轮流清洁。而在文化大革命期间，人们之间的信任消失。轮流清洁的习惯消失；为了取得利益，对于公共水表，有人少报人头，并且有滥用的行为。2008年，更换了独立公共水表，有人采取了各种行为，防止偷水。
曾经的居民委员主任有革命工作经验，组织义务劳动等活动。2011年，小区组织了小年新年活动、社区运动会。

## 流行文化
- 电影《卡拉是条狗》在安化楼取景。

## 姊妹建筑

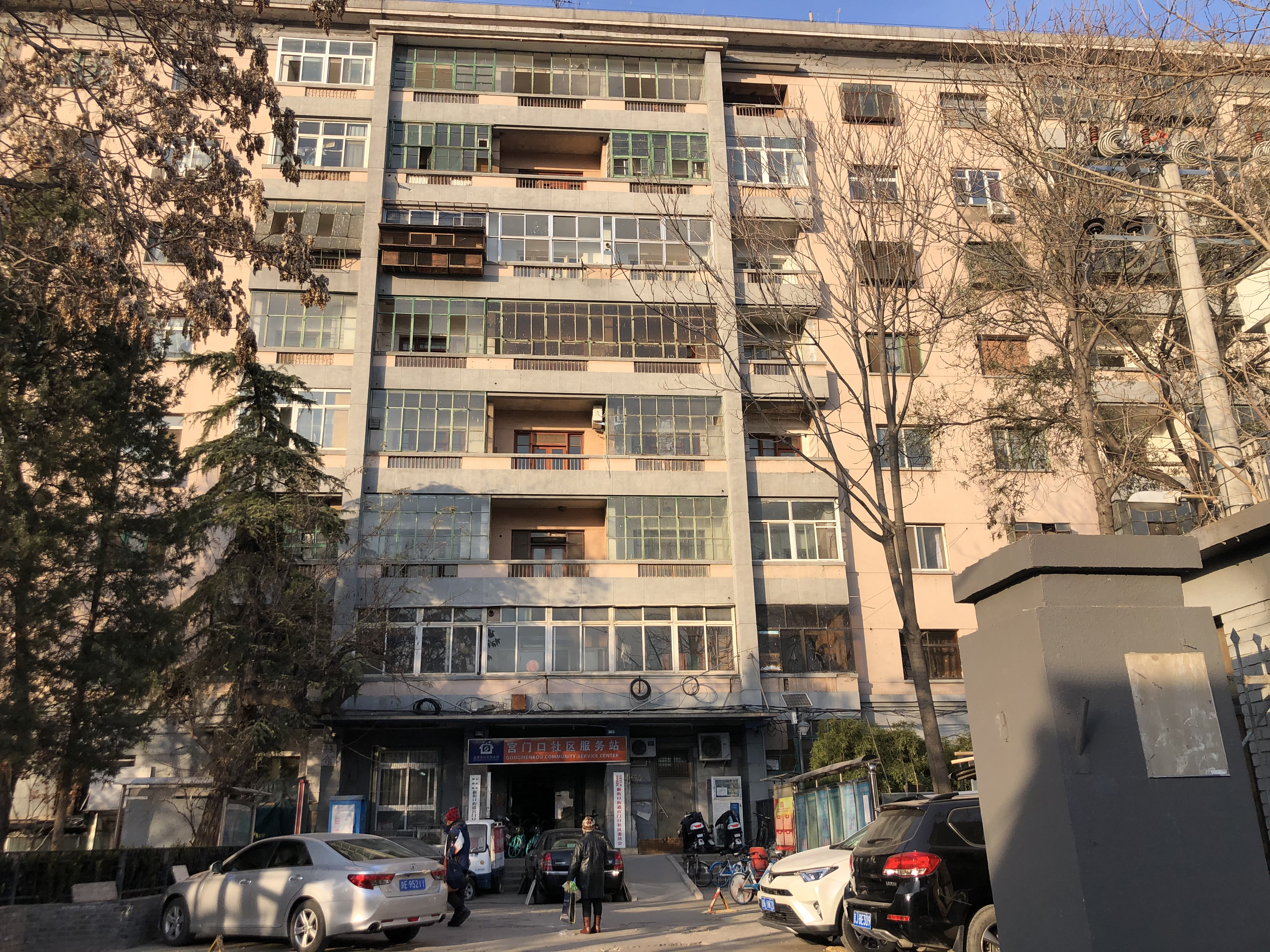
福绥境大楼，入口处现为新街口街道宫门口社区服务站

北京市政府建议在东城、西城、崇文、宣武四个城区各建一座公社大楼进行试点。宣武区财力不足，因此没有建设。建成的三座大楼使用一套标准图，建设时根据地点进行了调整。福绥境大楼居民已经迁出，北官厅大楼已经拆除，目前只有安化楼还有居民居住。
|          | 安化楼        | 福绥境大楼                         | 北官厅大楼    |
| -------- | ------------- | ---------------------------------- | ------------- |
| 位置     | 崇文区        | 西城区                             | 东城区        |
| 形状     | U字形         | N字形                              | I字形         |
| 建筑面积 | 2.03万平方米  | 2.3万平方米                        | 1.4万平方米   |
| 层数     | 9层           | 8层                                | 9层           |
| 房间     | 288个居住单元 | 189个居住单元、101间单身宿舍       | 124个居住单元 |
| 设施     | 公共食堂      | 公共食堂、幼儿园、小卖部、公共浴室 | 公共食堂      |